# Ибрагимов, Вагиф Рза оглы
Вагиф Рза оглы Ибрагимов (род. 9 мая 1947, Джагри, Нахичеванская АССР) — азербайджанский учёный в области вычислительной математики, член-корреспондент НАНА (2017), доктор физико-математических наук, заслуженный учитель Азербайджанской Республики (30.09.2009); профессор кафедры Вычислительной математики (с 2006), проректор БГУ (1985—2006).

## Основные научные достижения
Область его исследований заключается в применении многошаговых методов типа Обрешкова к решению обыкновенных дифференциальных, интегральных и интегро-дифференциальных уравнений.
Доктор физико-математических наук, В. Р. Ибрагимов с целью исследования в общей форме методов с забеганием вперед, экстраполяционных и интерполяционных методов, построил несколько формул, с помощью которых можно определить верхнюю грань для точности явных и неявных устойчивых многошаговых методов типа Обрешкова, таким образом развивал теорию Дальквиста. Впервые он доказал преимущества методов с забеганием он вперед и построил специальные методы типа прогноза-коррекции для их использования. Он доказал, что существуют более точные методы с забегаем вперед. В.Ибрагимов получил специальное представление погрешности многошагового метода, с помощью которого определил максимальное число увеличения точности метода после однократного применения экстраполяции Ричардсона. Для построения более точных методов он предложил использовать гибридные методы, которые применил к решению обыкновенных дифференциальных уравнений первого и второго порядка.
В. Р. Ибрагимов построил специальные методы для решения интегральных уравнений типа Вольтерры, при использовании которых количество вычислений ядра интеграла на каждом шаге остается постоянным. Он определил достаточные условия для их сходимости. Учитывая, что эти методы представляют новые направления в теории численных методов для решения интегральных уравнений, он построил методы на стыке многошаговых и гибридных методов, примененных к решению интегральных и интегро-дифференциальных уравнений типа Вольтерры.
Он построил методы с расширенной областью устойчивости для решения интегральных и интегро-дифференциальных уравнений типа Вольтерры, используя специальные тестовые уравнения.
А также, симметричные методы, которые применял к решению интегральных уравнений типа Вольтерры с симметричными границами. С целью построения устойчивых методов, имеющих более высокую точность и расширенную область устойчивости и применения их к решению ОДУ, интегральных и интегро-дифференциальных уравнений типа Вольтерры, В. Р. Ибрагимов построил методы на стыке гибридных методов и методов с забеганием вперед.
Так же В. Р. Ибрагимов был в списке организаторов ряда конференций, таких как PCI2010 Архивная копия от 11 марта 2018 на Wayback Machine, PCI2012, International conference dedicated to the 85th anniversary of Professor Yahya Mamedov, The 5th International Conference on Control and Optimization with Industrial Applications и The 6th International Conference on Control and Optimization with Industrial Applications.

## Награды
2023 г.— Победитель Чемпионата Мира по науке, проходившего в Дубае (1-е место).
2019—2023 гг. — Грант, предоставленный Фондом Развития Науки при Президенте Азербайджанской Республики.
2019 г. — Орден «Слава»
2014 г. — Диплом, выданный Фондом Развития Науки при Президенте Азербайджанской Республики, Министерством Связи и высоких Технологий Азербайджанской Республики и государственная комиссия Азербайджанской Республики со стороны UNESCO (награждён вторым местом за лучшую работу в области ИКТ).
2011—2014 гг. — Гранд, выданный Фондом Развития Науки при Президенте Азербайджанской Республики.
2016—2019 гг. — Гранд, выданный Фондом Развития Науки при Президенте Азербайджанской Республики.
2011 г. — Диплом «Развитие науки», выданный международной организацией ASHE London.
2009 г. — Заслуженный учитель Азербайджанской республики. Трудовая деятельность.

## Трудовая деятельность
С 2022 года по наст. время — заведующий, кафедра Вычислительной математики,БГУ
С 2006 года по наст. время — профессор, кафедра Вычислительной математики,БГУ.
1985—2006 гг. — проректор, БГУ.
1985—2006 гг. — доцент, кафедра Вычислительной математики, БГУ.
1982—1985 гг. — старший преподаватель, кафедра Вычислительной математики, БГУ.
1975—1982 гг. — ассистент, кафедра Вычислительной математики, БГУ.
1972—1975 гг. — аспирант, Механико-математический факультет, БГУ.
1969—1970 гг. — лаборант, кафедра Вычислительной математики, БГУ.

## Публикации
- Многошаговые методы решений задачи Коши для обыкновенных дифференциальных уравнений: Диссертация на соиск. учен. степ. доктора физ.-мат. наук: 01.01.07[5][6][7][8]
- О некоторых свойствах экстраполяции Ричардсона. Диф. урав. № 12,1990.
- Об одной связи между порядком и степенью для устойчивой формулы с забеганием вперед. Ж. Вычис. мат. и мат.физ.,№ 7 1990.
- On the maximal degree of the k-step Obrechkoffs method. Bulletin of Iranian Mathematical Sociaty.Vol.28, № 1,2002.[9]
- On one application of forward jumping methods. Applied Numerical Mathematics . Volume 72, October 2013[10]
- Application of the hybrid method with constant coefficients to solving the integro-differential equations of first order. World Congress: 9th International conference on mathematical problems in engineering, aerospace and sciences, Vienna, Austria, 10-14 July 2012.
- The application of the hybrid method to solving the Volterra integro-differential equation. World Congress on Engineering 2013, London, U.K., 3-5 July, 2013.
- Об исследованиях многошаговых методов с постоянными коэффициентами. Монография LAP LAMBERT Academic Publishing, 2013.[11][12]
- V.R.Ibrahimov, Q.Yu.Mehdiyeva, M.N.Imanov, On a Research of Hybrid Methods, Numerical Analysis and Its Applications, Springer, 2013 (ISI, Thomson Reuters)p. 395—402.
- V.R. Ibrahimov, В. Д. Алиева, The construction of the finite-difference method and application, Proceedings of the International Conference on Numerical Analysis and Applied Mathematics 2014 (ICNAAM-2014) AIP Conf. Proc. 1648, © 2015 AIP Publishing LLC (Thomson Reuters),850049-1-850049-5.
- V.R. Ibrahimov, Q.Y. Mehdiyeva, M.N. Imanova ,General Theory of the Application of Multistep Methods to Calculation of the Energy of Signals ,Wireless Communications, Networking and Applications Volume 348 of the series Lecture Notes in Electrical Engineering, Springer (Thomson Reuters),1047-1056.
- Mehdiyeva G.Y. Ibrahimov V.R., Some refinement of the notion of symmetry for the Volterra integral equations and the construction of symmetrical methods to solve them,Journal of Computational and Applied Mathematics, 306 (2016) (Thomson Reuters, IF-1.33),1-9.